# Steve Mazzaro
Steve Mazzaro (Mentor (Ohio), 1987) is een Amerikaans filmcomponist.
Mazzaro is geboren in Mentor, Ohio en begon op 13-jarige leeftijd met het componeren van muziek. Hij verhuisde op 18-jarige leeftijd naar Los Angeles met als doel een professionele filmcomponist te worden. Hij componeerde zijn eerste jaren voornamelijk muziek voor computerspellen en korte films, terwijl hij ook samenwerkte met het in Londen gevestigde Silva Screen Productions, totdat hij onder de aandacht kwam van componist Hans Zimmer. Die bood hem een baan aan bij Remote Control Productions, het bedrijf van Zimmer. Als hoofdcomponist componeerde Mazzaro in 2012 daar zijn eerste soundtrack Bullet to the Head.

## Filmografie
| Jaar | Titel                                  | Opmerkingen                             |
| ---- | -------------------------------------- | --------------------------------------- |
| 2012 | Bullet to the Head                     |                                         |
| 2014 | The Amazing Spider-Man 2               | met Hans Zimmer als The Magnificent Six |
| 2017 | The Boss Baby                          | met Hans Zimmer                         |
| 2018 | Icebox                                 |                                         |
| 2020 | The Rhythm Section                     |                                         |
| 2020 | The SpongeBob Movie: Sponge on the Run | met Hans Zimmer                         |
| 2021 | The Boss Baby: Family Business         | met Hans Zimmer                         |
| 2021 | Army of Thieves                        | met Hans Zimmer                         |
| 2024 | Kung Fu Panda 4                        | met Hans Zimmer                         |

## Overige producties

### Televisieseries
| Jaar | Titel       | Opmerkingen     |
| ---- | ----------- | --------------- |
| 2022 | The Calling | met Hans Zimmer |

### Documentaires
| Jaar | Titel                             | Opmerkingen |
| ---- | --------------------------------- | ----------- |
| 2022 | The Volcano: Rescue from Whakaari |             |

### Korte films
| Jaar | Titel      | Opmerkingen |
| ---- | ---------- | ----------- |
| 2006 | The Seance |             |
| 2022 | Aves       |             |

### Additionele muziek
Als additioneel componist.
| Jaar | Titel                                            | Opmerkingen                                       |
| ---- | ------------------------------------------------ | ------------------------------------------------- |
| 2008 | Jack Rio                                         | voor Evan Evans                                   |
| 2008 | Skeletons in the Desert                          | voor Evan Evans en Nick Norton Smith              |
| 2008 | The Poker Club                                   | voor Evan Evans                                   |
| 2011 | Assassin's Creed: Revelations (computerspel)     | voor Lorne Balfe en Jesper Kyd                    |
| 2012 | Assassin's Creed III (computerspel)              | voor Lorne Balfe                                  |
| 2013 | Man of Steel                                     | voor Hans Zimmer                                  |
| 2013 | The Lone Ranger                                  | voor Hans Zimmer                                  |
| 2014 | Son of God                                       | voor Lorne Balfe en Hans Zimmer                   |
| 2015 | Chappie                                          | voor Hans Zimmer                                  |
| 2016 | Batman v Superman: Dawn of Justice               | voor Hans Zimmer en Junkie XL                     |
| 2016 | Hacksaw Ridge                                    | voor Rupert Gregson-Williams                      |
| 2016 | Inferno                                          | voor Hans Zimmer                                  |
| 2017 | Pirates of the Caribbean: Dead Men Tell No Tales | voor Geoff Zanelli                                |
| 2018 | Widows                                           | voor Hans Zimmer                                  |
| 2019 | X-Men: Dark Phoenix                              | voor Hans Zimmer                                  |
| 2020 | Wonder Woman 1984                                | voor Hans Zimmer                                  |
| 2021 | Space Jam: A New Legacy                          | voor Kris Bowers                                  |
| 2021 | Dune                                             | voor Hans Zimmer                                  |
| 2021 | No Time to Die                                   | voor Hans Zimmer                                  |
| 2022 | Top Gun: Maverick                                | voor Harold Faltermeyer, Lady Gaga en Hans Zimmer |
| 2022 | Jerry & Marge Go Large                           | voor Jake Monaco                                  |
| 2023 | The Creator                                      | voor Hans Zimmer                                  |